# Lista patriarhilor ecumenici ai Constantinopolului

## EpiscopiaiBizanțului(până în anul330)
- 1. Sfântul Andrei (38-fondator)
- 2. Sfântul Apostol Stahie (38-54)
- 3. Sf. Onisim (54-68)
- 4. Policarp I (69-89)
- 5. Plutarh (89-105)
- 6. Sedecion (105-114)
- 7. Diogen (114-129)
- 8. Elefterie (129-136)
- 9. Felix (136-141)
- 10. Policarp al II-lea (141-144)
- 11. Atenodor (144-148)
- 12. Euzois (148-154)
- 13. Laurențiu (154-166)
- 14. Alipie (166-169)
- 15. Pertinax (169-187)
- 16. Olimpian (187-198)
- 17. Marcu I (198-211)
- 18. Filadelf (211-217)
- 19. Chiriac I (217-230)
- 20. Castin (230-237)
- 21. Eugeniu I (237-242)
- 22. Tit (242-272)
- 23. Dometie (272-284)
- 24. Rufin I (284-293)
- 25. Probie (293-306)
- 26. Sf. Mitrofan (306-314)
- 27. Sf. Alexandru (314-337)

## Arhiepiscopi ai Constantinopolului (330–451)
- 28. Sf. Pavel I („Mărturisitorul”) (337-339)
- 29. Eusebiu de Nicomidia (339-341)
  - Pavel I (341-342), reinstalat pentru prima oară
- 30. Macedonie I (342-346)
  - Pavel I (346-350), reinstalat pentru a doua oară
  - Macedonie I (351-360), reinstalat
- 31. Eudoxius din Antioch (360-370)
  - Florentius (c. 363)
- 32. Demophilus (370-379)
- 33. Evagrius (370 sau 379)
- 34. Maximus I (380)
- 35. Grigorie I de Nazianz (Sf. Grigorie Teologul) (379-381)
- 36. Nectarie (381-397)
- 37. Sf. Ioan Gură de Aur (398-404)
- 38. Arsacius din Tarsus (404-405)
- 39. Atticus (406-425)
- 40. Sisinnius I (426-427)
- 41. Nestorie (428-431)
- 42. Maximianus (431-434)
- 43. Sf. Proclu (434-446)
- 44. Flavian (446-449)
- 45. Sf. Anatolie (449-458) (patriarh din 451)

## Patriarhi ai Constantinopolului (începând cu 451)

### între 451-998
| - 46. Gennadius I (458-471) - 47. Acacius (471-488) - 48. Fravitas (488-489) - 49. Euphemius (489-495) - 50. Macedonius II (495-511) - 51. Timotei I (511-518) - 52. Sf. Ioan al II-lea Capadocianul (518-520) - 53. Epiphanius (520-535) - 54. Anthimus I (535-536) - 55. Mina (536-552) - 56. Sf. Eutihie (552-565) - 57. Ioan al III-lea Scolasticul (565-577) - Eutihie (577-582), reinstalat - 58. Sf. Ioan al IV-lea Postitorul (582-595) - 59. Cyriacus (596-606) - 60. Sf. Toma I (607-610) - 61. Sergius I (610-638) - 62. Pyrrhus I (638-641) - 63. Paul al II-lea (641-653) | - 64. Petru (654-666) - 65. Toma al II-lea (667-669) - 66. John V (669-675) - 67. Constantine I (675-677) - 68. Theodore I (677-679) - 69. George I (679-686) - 70. Paul al III-lea (687-693) - 71. Callinicus I (693-705) - 72. Cyrus (705-711) - 73. Ioan al VI-lea (712-715) - 74. Gherman I (715-730) - 75. Anastasius (730-754) - 76. Constantin al II-lea (754-766) - 77. Nicetas I (766-780) - 78. Paul IV (780-784) - 79. Sf. Tarasie (784-806) - 80. Sf. Nichifor I (806-815) - 81. Theodotus I Kassiteras (815-821) - 82. Antony I (821-836) | - 83. Ioan al VII-lea Grammaticus (836-843) - 84. Sf. Metodie I (843-847) - 85. Ignatius I (847-858) - 86. Fotie I cel Mare (858-867) - Ignatius I (867-877), reinstalat - Fotie I cel Mare (877-886), reinstalat - 87. Ștefan I (886-893) - 88. Antonie al II-lea Kauleas (893-901) - 89. Nicholas I Mystikos (901-907) - 90. Euthymius I Synkellos (907-912) - Nicholas I Mystikos (912-925), reinstalat - 91. Ștefan al II-lea (925-928) - 92. Tryphon (928-931) - 93. Theophylactus (933-956) - 94. Polyeuctus (956-970) - 95. Basil I Scamandrenus (970-974) - 96. Antonie al III-lea Studitul (974-980) - 97. Nicolae al II-lea Chrysoberges (984-996) - 98. Sisinie al II-lea (996-998) |

### 999-1502
| - 99. Sergius II (999-1019) - 100. Eustathius (1019-1025) - 101. Alexius Studitul (1025-1043) - 102. Mihail I Cerularie (1043-1058) - 103. Constantine III Leichoudes (1059-1063) - 104. Ioan Xiphilinos (1064-1075) - 105. Kosmas I (1075-1081) - 106. Eustratius Garidas (1081-1084) - 107. Nicholas III Grammaticus (1084-1111) - 108. Ioan al IX-lea Agapetos (1111-1134) - 109. Leon Styppes (1134-1143) - 110. Mihail al II-lea Kourkouas (1143-1146) - 111. Cosma al II-lea Attikos (1146-1147) - 112. Nicolae al IV-lea Mouzalon (1147-1151) - 113. Teodot al II-lea (1151-1153) - 114. Neofit I (1153) - 115. Constantin al IV-lea Chliarenos (1154-1156) - 116. Luca Chrysoberges (1156-1169) - 117. Mihail al III-lea din Anchialos (1170-1177) - 118. Hariton (1178-1179) - 119. Teodosie I Borradiotes (1179-1183) - 120. Vasile al II-lea Kamateros (1183-1186) - 121. Nichita al II-lea Mountanes (1186-1189) - 122. Leontie Theotokites (1189) - 123. Dosoftei (1190-1191) - 124. Gheorghe al II-lea Xiphilinos (1191-1198) - 125. Ioan al X-lea Kamateros (1198-1206) - 126. Mihail al IV-lea Autoreianos (1208-1214) - 127. Teodor al II-lea Eirenikos (1214-1216) | - 128. Maxim al II-lea (1216) - 129. Manuel I Charitopoulos (1216-1222) - 130. Germanus II (1223-1240) - 131. Metodie al II-lea (1240) - vacant (1240-1244) - 132. Manuil al II-lea (1244-1254) - 133. Arsenius Autoreianus (1255-1259) - 134. Nichifor al II-lea (1260-1261) - Arsenius Autoreianus (1261-1267), reinstalat - 135. Germanus III (1267) - 136. Joseph I Galesiotes (1267-1275) - 137. John XI Bekkos (1275-1282) - 138. Gregory II Cyprius (1283-1289) - 139. Athanasius I (1289-1293) - 140. Ioan al XII-lea (1294-1303) - Athanasius I (1303-1310), reinstalat - 141. Nephon I (1310-1314) - 142. John XIII Glykys (1315-1320) - 143. Gherasim I (1320-1321) - 144. Isaias (1323-1334) - 145. John XIV Kalekas (1334-1347) - 146. Isidore I (1347-1350) - 147. Calist I (1350-1354) - 148. Philotheus Kokkinos (1354-1355) - Calist I (1355-1363), reinstalat - Philotheus Kokkinos (1364-1376), reinstalat - 149. Macarius (1376-1379) - 150. Nilus Kerameus (1379-1388) | - 151. Antony IV (1389-1390) - Macarius (1390-1391), reinstalat - Antony IV (1391-1397), reinstalat - 152. Callistus II Xanthopoulos (1397) - 153. Matei I (1397-1410) - 154. Euthymius II (1410-1416) - 155. Joseph II (1416-1439) - 156. Metrophanes II (1440-1443) - 157. Gregory III Mammas (1443-1450) - 158. Athanasius II (1450-1453) - 159. Ghenadie al II-lea Scholarios (1454-1456) - 160. Isidor al II-lea Xanthopoulos (1456-1462) - 161. Sophronius I Syropoulos (1462-1464) - 162. Joasaph I (1464-?) - 163. Mark II Xylokaraves (1466) - 164. Symeon I of Trebizond (1466) - 165. Dionysius I (1466-1471) - Symeon I of Trebizond (1471-1474), reinstalat pentru prima oară - 167. Rafail I (1475-1476) - 168. Maxim al III-lea Manasses (1476-1482) - Symeon I of Trebizond (1482-1486), reinstalat pentru a doua oară - 169. Sf. Nifon al II-lea (1486-1488) - Dionysius I (1489-1491) - 170. Maximus IV (1491-1497) - Nifon al II-lea (1497-1498), reinstalat pentru prima oară - 171. Ioachim I (1498-1502) - Nifon al II-lea (1502), reinstalat pentru a doua oară |

### 1503-prezent
- 173. Pahomie I (1503-1504)
  - Ioachim I (1504), reinstalat
  - Pahomie I (1504-1513), reinstalat
- 174. Theoleptus I (1513-1522)
- 175. Ieremia I (1522-1524)
- 176. Ioanichie I (1524-1525)
  - Ieremia I (1625-1646), reinstalat
  - Ioanichie I (1646), reinstalat
- 177. Dionisie al II-lea (1546-1555)
- 178. Joasaph II (1555-1565)
- 179. Metrophanes III (1565-1572)
- 180. Jeremias II Tranos (1572-1579)
  - Metrophanes III (1579-1580), reinstalat
  - Jeremias II Tranos (1580-1584), reinstalat pentru prima oară
- 181. Pachomius II (1584-1585)
- 182. Teolept al II-lea (1585-1586)
  - Jeremias II Tranos (1587-1595), reinstalat pentru a doua oară
- 183. Matei al II-lea (1596)
- 184. Gabriel I (1596)
- 185. Theophanes I Karykes (1597)
- 186. Meletie I Pigas (1597-1598)
  - Matei al II-lea (1598-1602), reinstalat pentru prima oară
- 187. Neophytus II (1602-1603)
  - Matei al II-lea (1603), reinstalat pentru a doua oară
- 188. Raphael II (1603-1607)
  - Neophytus II (1607-1612), reinstalat
- 189. Chiril I Lukaris (1612)
- 190. Timothy or Timotheus (II) (1612-1620)
  - Chiril I Lukaris (1620-1623), reinstalat pentru prima dată
- 191. Grigore al IV-lea de Amasya (1623)
- 192. Antim al II-lea (1623)
  - Chiril I Lukaris (1623-1633), reinstalat pentru a doua oară
- 193. Chiril al II-lea Kontares (1633)
  - Chiril I Lukaris (1633-1634), reinstalat pentru a treia oară
- 194. Atanasie al III-lea Patelaros (1634)
  - Chiril I Lukaris (1634-1635), reinstalat pentru a patra oară
  - Chiril al II-lea Kontares (1635-1636), reinstalat pentru a doua oară
- 195. Neophytus III of Nicea (1636-1637)
  - Chiril I Lukaris (1637-1638) reinstalat pentru a cincea oară
  - Chiril al II-lea Kontares (1638-1639), reinstalat pentru a treia oară
- 196. Partenie I (1639-1644)
- 197. Partenie al II-lea (1644-1646)
- 198. Ioanichie al II-lea (1646-1648)
  - Partenie al II-lea (1648-1651), reinstalat
  - Ioanichie al II-lea (1651-1652), reinstalat pentru prima oară
- 199. Chiril al III-lea (1652-1653)
  - Ioanichie al II-lea (1653-1654), reinstalat pentru a doua oară
- 200. Paisius I (1654-1655）
  - Ioanichie al II-lea (1655-1656), reinstalat pentru a treia oară
- 201. Parthenius III (1656-1657)
- 202. Gabriel II (1657)
- 203. Partenie al IV-lea (1657-1659)
- 204. Theophanes II (1659)
  - vacant (1659-1662)
- 205. Dionysius III (1662-1665)
  - Partenie al IV-lea (1665-1667), reinstalat pentru a doua oară
- 206. Clement (1667)
- 207. Methodius III (1668-1671)
  - Partenie al IV-lea (1671), reinstalat pentru a treia oară
- 208. Dionisie al IV-lea „Muselimul” (1671-1673)
- 209. Gherasim al II-lea (1673-1674)
  - Partenie al IV-lea (1675-1676), reinstalat pentru a patra oară
  - Dionisie al IV-lea „Muselimul” (1676-1679), reinstalat pentru prima dată
- 210. Athanasius IV (1679)
- 211. James (1679-1682)
  - Dionisie al IV-lea „Muselimul” (1682-1684), reinstalat pentru a doua oară
  - Partenie al IV-lea (1684-1685), reinstalat pentru a cincea oară
  - James (1685-1686), reinstalat pentru prima oară
  - Dionisie al IV-lea „Muselimul” (1686-1687), reinstalat pentru a treia oară
  - James (1687-1688), reinstalat pentru a doua oară
- 212. Calinic al II-lea (1688)
- 213. Neophytus IV (1688)
  - Calinic al II-lea (1689-1693), reinstalat pentru a doua oară
  - Dionisie al IV-lea „Muselimul” (1693-1694), reinstalat pentru a patra oară
  - Calinic al II-lea (1694-1702), reinstalat pentru a doua oară
- 214. Gavriil al III-lea (1702-1707)
- 215. Neophytus V (1707)
- 216. Cyprianus I (1707-1709)
- 217. Athanasius V (1709-1711)
- 218. Cyril IV (1711-1713)
  - Cyprianus I (1713-1714), reinstalat
- 219. Cosmas III (1714-1716)
- 220. Jeremias III (1716-1726)
- 221. Paisius II (1726-1732)
  - Jeremias III (1732-1733), reinstalat
- 222. Serapheim I (1733-1734)
- 223. Neofit al VI-lea (1734-1740)
  - Paisius II (1740-1743), reinstalat pentru prima oară
  - Neofit al VI-lea (1743-1744), reinstalat
  - Paisius II (1744-1748), reinstalat pentru a doua oară
- 224. Cyril V (1748-1757)
- 225. Calinic al III-lea (1757)
- 226. Serafim al II-lea (1757-1761)
- 227. Ioanichie al III-lea (1761-1763)
- 228. Samuil I Chatzeres (1763-1768)
- 229. Meletius II (1769-1769)
- 230. Theodosius II (1769-1773)
  - Samuel I Chatzeres (1773-1774), reinstalat
- 231. Sophronius II (1774-1780)
- 232. Gabriel IV (1780-1785)
- 233. Procopius I (1785-1789)
- 234. Neophytus VII (1789-1794)
- 235. Gerasimus III (1794-1797)
- 236. Grigore al V-lea (1797-1798)
  - Neophytus VII (1798-1801), reinstalat
- 237. Callinicus IV (1801-1806)
  - Grigore al V-lea (1806-1808), reinstalat
  - Callinicus IV (1808-1809), reinstalat
- 238. Jeremias IV (1809-1813)
- 239. Cyril VI (1813-1818)
  - Grigore al V-lea (1818-1821), repus în funcție
- 240. Eugenius II (1821-1822)
- 241. Anthimus III (1822-1824)
- 242. Chrysanthus I (1824-1826)
- 243. Agathangelus I (1826-1830)
- 244. Constantius I (1830-1834)
- 245. Constantius II (1834-1835)
- 246. Gregory VI (1835-1840)
- 247. Anthimus IV (1840-1841)
- 248. Anthimus V (1841-1842)
- 249. Germanus IV (1842-1845)
- 250. Meletius III (1845)
- 251. Anthimus VI (1845-1848)
  - Anthimus IV (1848-1852), reinstalat
  - Germanus IV (1852-1853), reinstalat
  - Anthimus VI (1853-1855), reinstalat pentru prima oară
- 252. Cyril VII (1855-1860)
- 253. Joachim II (1860-1863)
- 254. Sofronie al III-lea (1863-1866)
  - Gregory VI (1867-1871), reinstalat
  - Anthimus VI (1871-1873), reinstalat pentru a doua oară
  - Joachim II (1873-1878), reinstalat
- 255. Joachim III (1878-1884, 1901-1912)
- 256. Joachim IV (1884-1887)
- 257. Dionysius V (1887-1891)
- 258. Neophytus VIII (1891-1894)
- 259. Anthimus VII (1895-1896)
- 260. Constantine V (1897-1901)
  - Joachim III (1901-1912), reinstalat
- 261. Germanus V (1913-1918)
  - vacant (1918-1921)
- 262. Meletie al IV-lea Metaxakis (1921-1923)
- 263. Gregory VII (1923-1924)
- 264. Constantine VI (1924-1925)
- 265. Vasile al III-lea (1925-1929)
- 266. Photius II (1929-1935)
- 267. Benjamin I (1936-1946)
- 268. Maximus V (1946-1948)
- 269. Athenagoras I (1948-1972)
- 270. Demetrios I (1972-1991)
- 271. Bartolomeu I (1991-prezent)